# Lukman Adams
Lukman Rasakowicz Adams (ros. Люкман Расакович Адамс; ur. 24 maja 1988 w Leningradzie) – rosyjski lekkoatleta, trójskoczek.
Złoty medalista olimpijskiego festiwalu młodzieży Europy (2005) i mistrzostw Europy juniorów (2007). W 2010 uplasował się na 6. pozycji podczas mistrzostw Europy w Barcelonie. Zdobywca brązowego medalu halowych mistrzostw globu z 2012. W tym samym roku wystąpił na igrzyskach olimpijskich w Londynie, na których zajął 9. miejsce. Dwa lata później sięgnął po tytuł halowego mistrza świata oraz zdobył srebrny medal mistrzostw Europy. Piąty zawodnik mistrzostw świata w Pekinie (2015). Złoty medalista mistrzostw Rosji.
Jego ojciec jest Nigeryjczykiem (studiował w Rosji medycynę), a matka Rosjanką. Studiował zaocznie w Centralnym Instytucie Kultury Fizycznej, jednocześnie pełnił służbę wojskową w Wojskowej Akademii Kosmicznej im. A.F. Możajskiego.
W kwietniu 2014 poślubił Jewgieniję Polakową.

## Osiągnięcia
| Rok  | Impreza                              | Miejsce            | Pozycja    | Wynik   |
| ---- | ------------------------------------ | ------------------ | ---------- | ------- |
| 2005 | Olimpijski Festiwal Młodzieży Europy | Lignano Sabbiadoro | 1. miejsce | 15,35 m |
| 2007 | Mistrzostwa Europy juniorów          | Hengelo            | 1. miejsce | 16,50 m |
| 2010 | Mistrzostwa Europy                   | Barcelona          | 6. miejsce | 16,78 m |
| 2012 | Halowe mistrzostwa świata            | Stambuł            | 3. miejsce | 17,36 m |
| 2012 | Igrzyska olimpijskie                 | Londyn             | 9. miejsce | 16,78 m |
| 2014 | Halowe mistrzostwa świata            | Sopot              | 1. miejsce | 17,37 m |
| 2014 | Mistrzostwa Europy                   | Zurych             | 2. miejsce | 17,09 m |
| 2014 | Puchar interkontynentalny            | Marrakesz          | 6. miejsce | 16,82 m |
| 2015 | Mistrzostwa świata                   | Pekin              | 5. miejsce | 17,28 m |

## Rekordy życiowe
- Trójskok – 17,53 m (2012) Soczi
- Trójskok (hala) – 17,37 m (2014) Sopot